# Láng László (gyáriparos)
Láng László (Pozsony, 1837. június 13. – Budapest, 1914. január 1.) gépgyáros.
Elméleti és gyakorlati képzését Bécsben nyerte, ahol 1855 körül felsőipariskolát végzett. 1866-ban Pestre költözött, s 1868-ban 8-10 alkalmazottat foglalkoztató gépműhelyt nyitott. 1873-ban műhelyét az akkori külső Váci útra telepítette át, s ebből fejlődött ki fokozatosan a Láng Gépgyár. Vállalata kezdetben főként javításokat végzett, de 1874-től áttért a gőzgépek gyártására. 1903-ban Magyarországon elsőként bevezette a gőzturbinagyártást, majd 1908-tól megkezdte a dízelmotorok gyártását is. 
Az 1900-as párizsi világkiállítás gőzgépével nagydíjat és aranyérmet, idehaza pedig a magyar ipar fejlesztésében kifejtett érdemeiért magas kitüntetést kapott. Vállalatát negyed évszázadon át maga, 1892-től Gusztáv fia közreműködésével vezette. 1911-ben addig családi vállalatát részvénytársasággá szervezte át, és vezetésétől visszavonult.